# Der Hund des Aubry

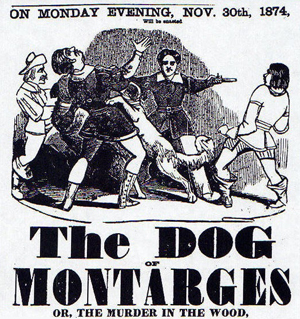
Theaterplakat einer englischen Aufführung von 1874

Der Hund des Aubry, oder der Wald bei Bondy ist eines der erfolgreichsten Melodramen des 19. Jahrhunderts. Es stammte von dem Pariser Dichter und Theaterregisseur René Charles Guilbert de Pixérécourt. Das Ritterstück wurde am 18. Juni 1814 unter dem Titel Le Chien de Montargis, ou la Forêt de Bondy, mélodrame historique en trois actes et à grand spectacle im Pariser Théâtre de la Gaîté am Boulevard du Temple uraufgeführt und blieb ohne Unterbrechung bis 1834 im Repertoire. Die Londoner Erstaufführung in der Übersetzung von William Barrymore erfolgte im gleichen Jahr am Theatre Royal in Covent Garden.
Die deutsche Übersetzung von Ignaz Franz Castelli zur Musik von Ignaz von Seyfried kam am 4. Oktober 1815 an den Königlichen Schauspielen Berlin heraus. Das schon im September 1815 in Wien aufgeführte Konkurrenzprodukt von Joseph August Adam (Der Hund des Aubri de Montdidier, oder der Zweikampf auf der Insel Notre-Dame. Ein romantisches Schauspiel in vier Aufzügen) konnte sich gegenüber Pixérécourts und Castellis Version nicht durchsetzen. – Das Stück verbreitete sich in kurzer Zeit im gesamten europäischen Raum. Es führte zu Johann Wolfgang Goethes Abgang vom Weimarer Theater.

## Vorlage

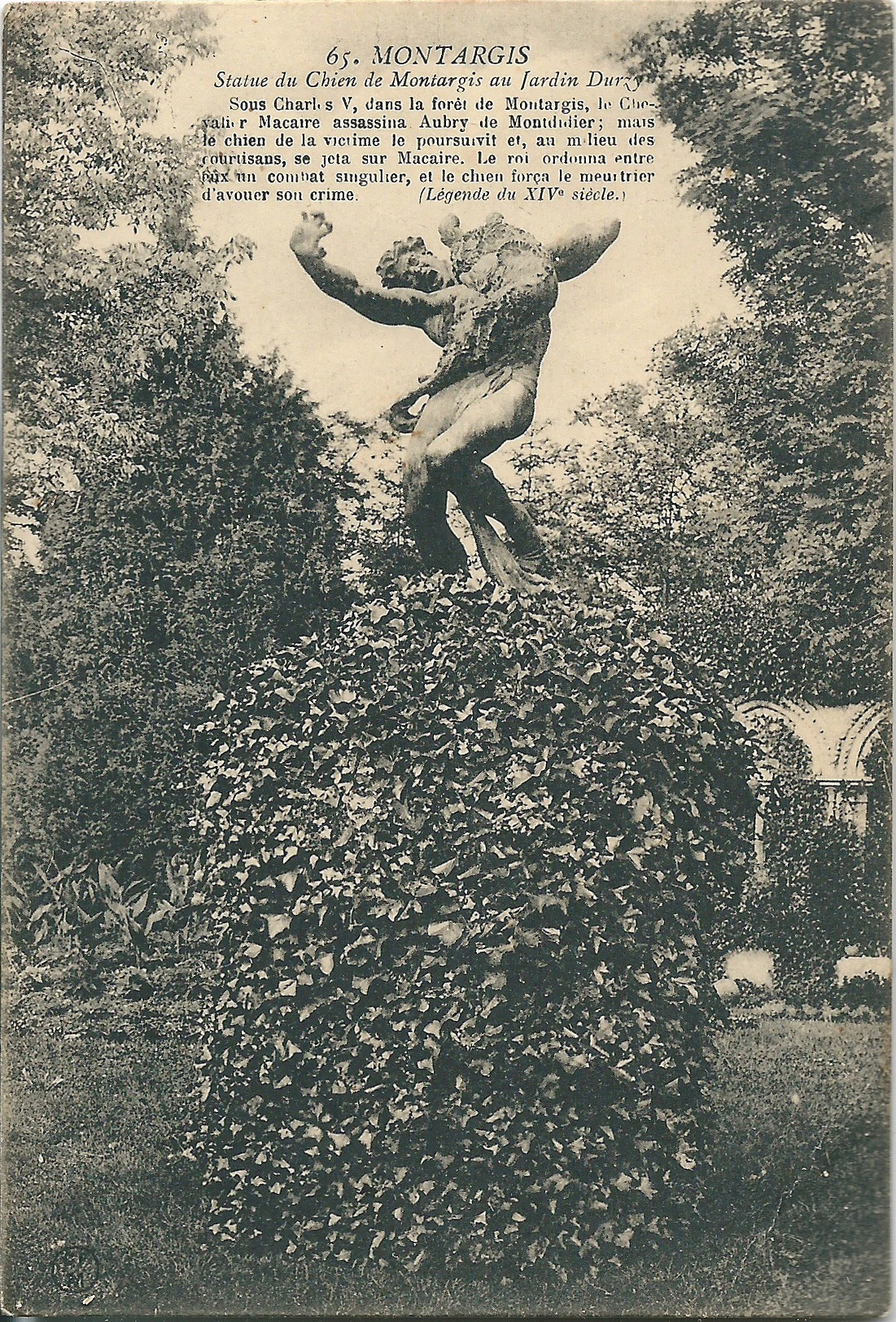
Der Hund mit dem Mörder Macaire. Statue von Gustave Debrie (1870) vor dem ehemaligen Gemeindehaus von Montargis

Die Handlung geht auf eine Legende aus dem 14. Jahrhundert zurück, die erstmals in einem Brief von Julius Caesar Scaliger überliefert wird: Ein Ritter und Günstling des Königs Karl V., Aubry de Montdidier, wird 1371 von seinem Rivalen Robert de Macaire im Wald bei Bondy ermordet. Aubrys Jagdhund, der als einziger die Tat gesehen hat, gelingt es in der Folge, den Verdacht auf Macaire zu lenken. Der König beschließt, um eine Art Gottesurteil herbeizuführen, den Angeklagten mit dem Hund kämpfen zu lassen. 
Am bekanntesten wurde eine Fassung, die angeblich von Michel de Montaigne als handschriftliche Notiz in einem Exemplar seiner Essais notiert wurde (zur Apologie de Raimond Sebond, livre II/12, wo eine Geschichte Plutarchs über den Hund eines Gauklers zitiert wird); dabei handelt es sich jedoch mit Sicherheit um eine Fälschung. Pixérécourt gibt insgesamt acht Quellen für seine Dramatisierung an, darunter Jean-Baptiste de Lacurne de Sainte-Palaye und Philippe-Auguste de Sainte-Foix.
Eine Statue des Kampfs ist bis heute ein Wahrzeichen der französischen Gemeinde Montargis.

## Dramatisierung
Den Erfolg der Theaterfassung machte aus, dass ein dressierter Hund neben einer stummen Rolle auftrat, die einem Pantomimendarsteller eine wichtige Rolle im Stück ermöglichte: Der stumme Diener Eloi wird des Mordes an seinem Herrn Aubry verdächtigt, weil er mit persönlichen Dingen Aubrys aufgegriffen wird. Er kann sich aber aufgrund seiner Behinderung nicht verteidigen.
DER SENESCHALL: Aber aufgrund welches unverständlichen Zufalls besaßen Sie diese Gegenstände? (ELOI antwortet, dass es kein Zufall war.)
Wenn es durchaus kein Zufall war, erklären Sie dann den Umstand, der zu Ihrer Anklage führt. (ELOI verwendet alle Kunstmittel der Pantomime, um zu erklären, dass der arme AUBRY, der jetzt tot ist und die Wahrheit nicht bestätigen kann, ihm die Gegenstände überlassen hat, um sie nach Paris zu tragen.) 
Sie sagen, dass Aubry sie Ihnen überlassen hat, um sie zu transportieren? Wohin? (ELOI deutet auf Paris.) 
Nach Paris also. Und wem sollten Sie sie bringen? (ELOI versucht mit aller Kraft auszudrücken, dass es AUBRYS Mutter sei.) 
GONTRAN: Meiner Tochter? (ELOI verneint.) 
DER SENESCHALL: Einem Freund? (Dieselbe Antwort.) 
URSULA: Vielleicht seiner Mutter? (ELOI bejaht.)
Am Ende und in höchster Not wird er von Aubrys Hund Dragon, der ebenfalls nicht auf menschliche Weise sprechen kann, entlastet. Es kommt am Ende nicht zu einem Kampf wie in der Sage. Das Mythische der Erzählung wird ersetzt durch Spurensuche in der Art einer modernen Kriminalgeschichte. Der Hund wird von seinen Widersachern getötet, jedoch der Mörder wird anhand eines Gürtels, mit dem er den Hund am Tatort festgebunden hatte, überführt.

## Ergänzung
Der Name für die Hunderasse Briard wird manchmal auf Chien d'Aubry zurückgeführt, daher kam es vor, dass die Rolle des Hundes in Pixérécourts Version von einem dressierten Briard übernommen wurde. Für die deutschen Aufführungen der ersten Zeit bot sich ein Wiener Schauspieler namens Karsten mit seinem dressierten Pudel an. Auch der damals berühmte Hund Munito ist in diesem Theaterstück aufgetreten.
Im Dubliner Theatre Royal führte das Gerücht, der bis dahin regelmäßig mitwirkende (und bei den Zuschauern recht beliebte) Hund sei nicht angemessen entlohnt worden und versage nun bei der für den 16. Dezember 1814 angesetzten Aufführung seinen Dienst, bei dem erwartungsvollen Publikum zu Zorn. Man verlangte den verantwortlichen Theaterleiter zu sprechen. Als dieser sich weigerte, zerschlug das Publikum die Inneneinrichtung des Theaters. Die sogenannten Dog Riots hielten mehrere Tage an und führten schließlich zum Rücktritt des Theaterleiters. Und das war auch, neben anderen Gründen, das Ende des Theaters an diesem Ort.

## Folgen

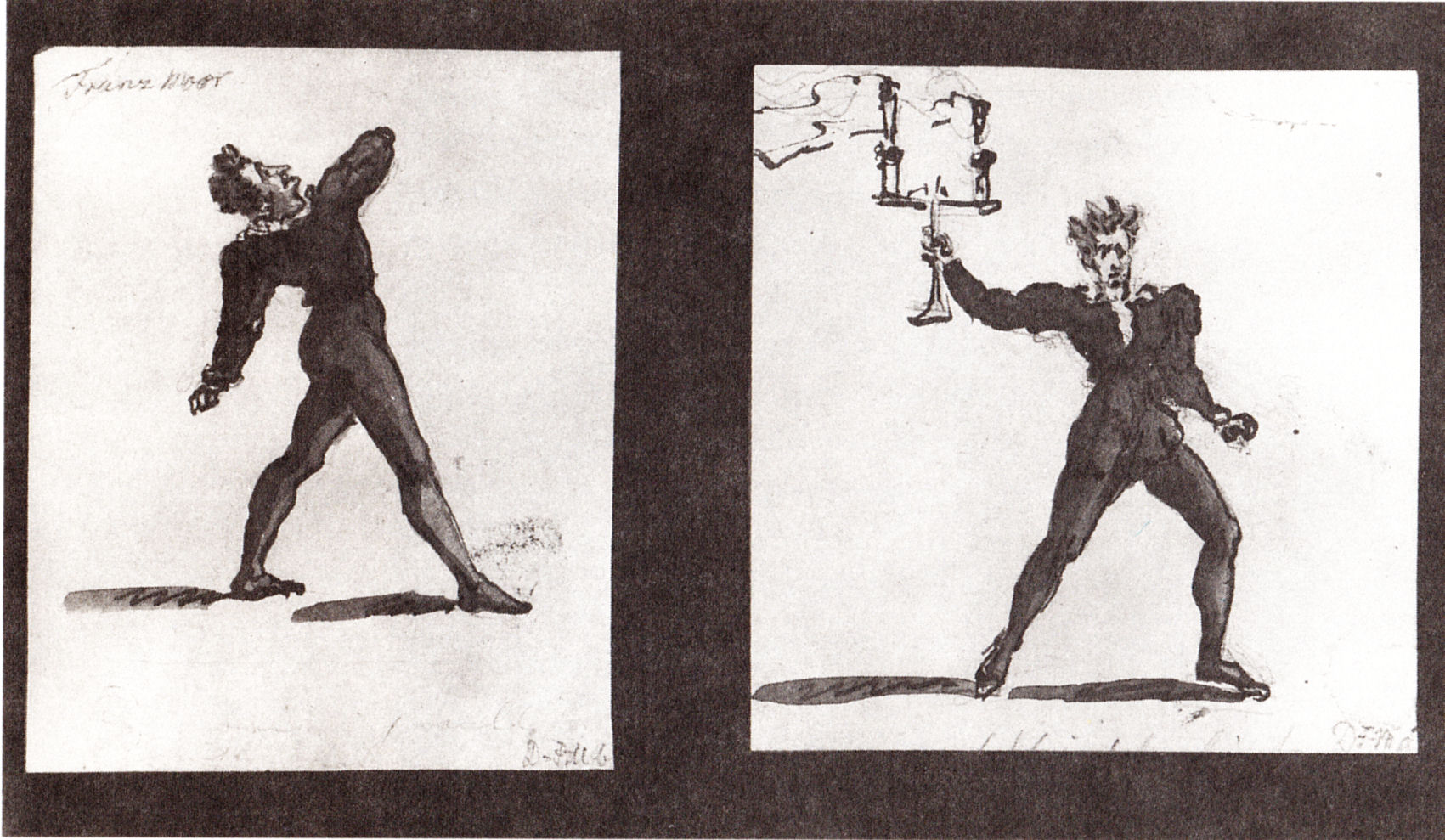
Der Charakterdarsteller Ludwig Devrient 1809, der den Bösewicht spielte.

Carl Friedrich Zelter etwa konnte der Berliner Erstaufführung in einem Brief an Goethe einiges Positive abgewinnen. Auf Betreiben der Schauspielerin Karoline Jagemann wurde das Melodram im April 1817 am Weimarer Hoftheater für Großherzog Carl August gegeben, der ein großer Hundefreund war. Den Mörder Macaire gab der Schauspieler Ludwig Devrient. Weil Goethes Widerstand gegen diese Aufführung keinen Erfolg hatte, bat er mit Erfolg um seine Entlassung vom Hoftheater. 
Die aristokratische Vorliebe für Hunde und Pferde stand in direkter Konkurrenz zum bürgerlichen Bildungsstreben, das sich seit dem 18. Jahrhundert emanzipiert hatte. Ein Erreichtes erschien mit einem Mal rückgängig gemacht. Diese soziale Problematik und Goethes Altersmüdigkeit werden als Ursachen für den Bruch mit seinem Gönner und Vorgesetzten Carl August angegeben. Nach Goethes früherer Praxis waren Unterhaltungsstücke ein fester Bestandteil des Theaterspielplans: „[…] leicht wäre der Nachweis, dass er eine Unmenge Stücke gegeben hat, die den Hund des Aubry nicht übertrafen“.
Ein Journalist dichtete die Verse von Friedrich Schillers Gedicht An Goethe (1800) „Der Schein soll nie die Wirklichkeit erreichen / Und siegt Natur, so muß die Kunst entweichen“ folgendermaßen um: „Dem Hundestall soll nie die Bühne gleichen / Und kommt der Pudel, muß der Dichter weichen.“ – Das Stück wurde von Joachim Perinet (Dragon, der Hund des Aubri oder: Der Wienerwald, 1816) und von Pius Alexander Wolff  (Der Hund des Aubry. Posse in einem Aufzug, 1818) parodiert. Goethes Abgang vom Theater wiederum wurde in Der Hund des Aubri. Ein Zeitbild (1869) von Albert Lindner dramatisiert.
1909 drehte Georges Monca für Pathé einen Stummfilm nach dem Drehbuch von Romain Coolus.
Der Vortrag Der Hund des Aubry, den Gustaf Gründgens 1943 vor der nationalsozialistischen Vereinigung Kameradschaft der Deutschen Künstler hielt, beförderte eine nationalistische, vor allem antifranzösische Verurteilung des Stücks („Die Grenze, wie weit wir gehen können, hat für immer ‚Der Hund des Aubry‘ gezeigt“).
1983 veröffentlichte Jean Amila einen Kriminalroman Le chien de Montargis, der auf die Sage anspielt.